# JR貨物UV52A形コンテナ
UV52A形コンテナ（UV52Aがたコンテナ）は、2004年度に登場した、日本貨物鉄道（JR貨物）輸送用として籍を編入している31 ft私有コンテナ（通風コンテナ）である。
形式の数字部位 「 52 」は、コンテナの容積を元に決定される。このコンテナ容積52 m3の算出は、厳密には端数四捨五入計算の為に、内容積51.5  m3 - 52.4 m3の間に属するコンテナが対象となる。
また形式末尾のアルファベット一桁部位「A」は、コンテナの使用用途（主たる目的）が「普通品の輸送」を表す記号として付与されている。

## 番台毎の概要

### 38000番台
38001 - 38014
日本石油輸送所有（ヤマト運輸借受）、全高2,600 mm（規格外）、全長9,410 mm（規格外）、総重量13.5 t。コキ50000形貨車積載禁止。
38015 - 38036
日本フレートライナー所有。一部西濃運輸借受。全高2,600 mm（規格外）、全長9,410 mm（規格外）、総重量14.5 t。38027以降はデザインが変更された。